# 카이마크
카이마크(튀르키예어: kaymak; 보스니아어: kajmak; 세르비아어: кајмак; 키르기스어·불가리아어: каймак), 가이마크(아제르바이잔어: qaymaq; 투르크멘어: gaýmak), 까이모끄(타지크어: қаймоқ), 까이마르(아랍어: قيمر), 사르시르(페르시아어: سرشیر)는 튀르크어권 중앙아시아 및 캅카스, 발칸반도와 서아시아의 유제품이다.

## 같이 보기
- 말라이
- 클로티드 크림